# Romersk jernalder
Romersk jernalder er en betegnelse som den svenske arkæolog Oscar Montelius gav til jernalderkulturen mellem 1 og 400 e.v.t. i Skandinavien, Nordtyskland og Nederlandene. Navnet er udtryk for at Romerrigets indflydelse i området bliver markant større i denne periode. Den foregående kaldes normalt førromersk jernalder, og den efterfølgende, hvor den romerske dominans svandt ind, kaldes ofte germansk jernalder. Traditionelt er perioden blev inddelt i en ældre (1 – 160 e.v.t.) og en yngre romersk jernalder (160-375 e.v.t.), men er blevet yderlige opdelt: B1 (1-70) og B2 (70-150), samt C1 (150-250), C2 (250-310) og C3 (310-375).
Navnet skyldes, at der i Skandinavien mange steder er fundet tegn på en stor import fra Romerriget, fx er der fundet et stort antal amforaer og krukker, som normalt blev brugt til varetransport. Dertil er der også fundet luksusprodukter som glasbægre, bronzefigurer og udsmykkede metalvarer. For første gang optræder der fx spillebrikker i fund fra det nordiske område. En anden vigtig varekategori var romerske våben, fx optræder de i store mængder i de våbenofringer der kendes fra perioden. En vigtig vare fra Norden til Romerriget har været uld fra såkaldte udegangsfår; det er specielt vandskyende og var været brugt af de romerske soldater, der var udstationeret i det fugtigere klima ved Rhinen.
Perioden var urolig. Flere store fund af sådanne ofringer af krigsbytte er en afspejling af politiske begivenheder der rakte langt ud over landsbyfællesskabet og lokalområdet. Disse fund viser at regulære hære blev samlet og at der blev dannet alliancer mellem nabofyrster som blev opretholdt over flere årtier. Studier af fundene har vist at angriberne ligeledes bestod af alliancer mellem nabofyrster, og der tegner sig et billede af forbund i Sydnorge, Østsverige om Mälaren og et stort bestående af Jylland, Fyn, Sjælland og Sydsverige.
Efterhånden mistede Romerriget gradvist sin dominans i de vestlige provinser og nabofolkeslag, herunder mange germanske, begyndte at gennemføre flere og flere plyndringstogter ind i romersk territorium, for til sidst at tage magten i store landområder. Denne periode betegnes normalt som Folkevandringstiden.

## Ældre romersk jernalder (1-150/160 e.v.t.)
Romersk jernalder angiver den store indflydelse som Romerriget udøvede i det sydlige Skandinavien. I slutningen af keltisk jernalder var Romerriget blevet udvidet mod nordvest frem til Rhinen og efterhånden også til Britannien. Forsøgene på yderligere udvidelse mod nord mislykkedes imidlertid, og i stedet indtrådte en ustabil fred, hvor Romerriget forsøgte at opnå tryggere tilstande i sine grænseområder ved diplomati i form af gaver og venskabsalliancer med germanske stormænd. Dette fredsfremstød gav efterhånden også germanske stormandssønner mulighed for at tjene i den romerske hær og opnå romersk borgerskab. Skønt disse vilkår først og fremmest var rettede mod de grænsenære områder, bredte deres virkninger sig efterhånden også til fjernere dele af Germanien, herunder Sydskandinavien. Foruden materielle goder afspejledes disse forbindelser sig efterhånden på anden måde, således ved udviklingen af et særligt germansk skriftsprog, futharken eller runealfabetet.

### Sociale forhold
I ældre romersk jernalder var Jylland tydeligvis fortsat opdelt i stammeområder, der manifesterede sig i den materielle kultur. Således havde de enkelte stammer deres egen keramik og dekorationer: jyderne lod deres lerkar dekorere med mæandermønstre, varinerne med flere vandrette furer på overdelen og kamornamentik på underdelen og anglerne med udfyldte trekander. Overlapninger i udbredelsen kan skyldes folkeforskydninger, ægteskabsforbindelser eller at pottemagerne var mobile. Også husene udviste forskelle. Anglerne udviklede en særlig hustype kaldet Osterrönfeld-huse bestående af tre rum. I den vestlige ende med beboelse var de tagbærende stolper sat i to rektangulære moduler. I den østlige ende med stald blev de tagbærende stolper sat tættere, så at de kunne indgå i konstruktionen af båseskillerum. Længst mod øst lå laden. Nogle huse udviser modsat rækkefølge. Bebyggelsen forekom både som landsbyer og enkeltgårde. Socialt synes varinerne, bedømt på udbredelsen af grave med romerske metalkar, at have været opdelt i syv nogenlunde lige store områder med hver sin stormand. Med hensyn til grave synes store gravpladser med omkring 100 grave at have været sjældne, det almindeligste synes at være gravpladser med 10-30 grave. Mange af gravene rummer våben, formentlig krigeres personlige ejendom som fulgte dem i graven. Der forekom både brandgrave og jordfæstegrave. Nord for Slien var gravpladserne i brug til omkring år 400 e.v.t., hvorefter de brat ophører. Syd for Slien fortsætter gravpladserne med at være i brug indtil midten af 500-tallet. Allerede i løbet af første århundrede falder antallet af våbengrave markant. I de formodede angliske grave findes romerske importvarer fortrinsvis i kvindegrave, sammen med guldberlokker og filigranperler. Derved adskiller disse grave sig fra, varinernes i nord. Omtrent på samme tid synes Thorsberg Mose i den nordlige del af kommunen Sønder Brarup, at udvikle sig til et vigtigt offersted. Udviklingen er tolket således, at der i Angel er udviklet et centralt styret rige. På grundlag af gravskik og lerkardekoration har man kunnet inddele Jylland i fem større områder, der opfattes som stammeområder. En inddeling i stammer i Jylland findes også i samtidige romerske kilder som Tacitus og Ptolemaius.
Et andet billede tegner sig for de danske øer: her findes kun et enkelt rigdomscenter, Hoby på Lolland, ingen spor efter forsvarsanlæg men spor efter et par våbenofringer, i Vimose på Fyn. På Fyn er de fleste grave i ældre romersk jernalder brandgrave, dog med undtagelser: et par rige kvindegrave samt krigergave med våben på Langeland, dateret til tiden mellem Kristi fødsel og 100 e.v.t. På Sjælland mangler krigergrave men til gengæld er kvindegravene rige på gravgods. På Bornholm dominerer brandgrave men endvidere findes på Slusegård ca. 45 bådgrave. Forholdene peger imod en klar forskel mellem Jylland på den ene side, øerne på den anden og endelig Bornholm.
Tidens dynamiske økonomiske og politiske udvikling har sikkert også sat sit præg på de germanske samfund. Det er sandsynligt, at sociale forhold med dertil hørende næringsmæssig specialisering er blevet mere udpræget. Samfundet har været socialt lagdelt med høvdinge og handlende, krigere, særlige håndværkere som smede, pottemagere, vævere, måske tømrere og snedkere samt naturligvis bønder, desuden søfolk og andre. Eksempelvis har pottemagere udviklet deres kunst ved brug af stempeldekorationer med fodaftryk, cirkler, hjulkors, rosetter og andre figurer. Endvidere har de fremstillet ildbukke, der har stået som støtter ved ildsteder og store lerkar, der kan have være brugt enten som kornbeholdere eller som ovne. Høvdinge og krigere samt ryttere afspejles i gravene, hvor de er begravede med dertil passende udstyr. Også tekstilkunsten afspejles i gravene. Dragterne var sammensatte med halstørklæder, skørter med mere med indvævede dekorative mønstre.

#### Stormanden i Hoby
En tidlig høvding med internationale forbindelser afspejles i et gravfund i Hoby på Lolland. Den gravlagte var en midaldrende mand, formentlig en stedlig stormand, og i graven fandtes et omfattende rigt romersk drikkeudstyr bestående af drikkebægre af sølv og en bakke, et fad, en kande, en kasserolle og en spand alle af bronze. I bunden på det ene sølvbæger er indridset navnet "Silisius". Dette var navnet på militærkommandanten i Øvre-Germanien med sæde i Mainz i årene 14-21 e.v.t. Forudsat at dette er rigtigt, har udstyret været tolket som udtryk for en ændret romersk politik efter varusslaget år 9 e.v.t. hvor romerne led en alvorligt nederlag ved slaget i Teutoburgerskoven og mistede 25-30.000 mand: i stedet for at forsøge at underlægge sig germanerne har man valgt at købe deres venskab og støtte ved at give dem gaver. Foruden Hoby-graven kendes en række fund af romerske genstande "af usædvanlig høj kvalitet", der alle dateres til tiden mellem 1 e.v.t. og 40 e.v.t. og som er beliggende ved Ringkøbing Fjord, i Limfjorden, langs den østjyske kyst, det vestlige Fyn og Lolland-Falster. Blandt disse er en officersdolk fra Hedegård ved Horsens. Beliggenheden af disse fund antyder en mulig romersk ekspedition med diplomatisk formål. Hvis dette er tilfældet, kan det være en lejlighed, hvor stedlige herskere har kunnet forøge deres status og autoritet ved at etablere og sikre sig kontrollen over forbindelser til Romerriget, der senere afspejles i indførsel af romerske genstande.
Hoby-graven må ses i forbindelse med en grav i Bendstrup i Nordøstjylland, hvor man har to fibler som ligner tilsvarende fibler i Hoby-graven. Hoby-fiblerne er formentlig kopier af Bendstrup-fiblerne. Ydermere findes i Bendstrup et vinkar, som supplerer gravfundet i Hoby. Det er nærliggende at fortolke dette således, at en datter af stormanden fra Hoby måske er blevet gift med en lignende standsperson i Bendstrup og som personlig medgift har bragt fiblerne og et vinkar fra sin faders samling af romerske genstande foruden andre ting. I så fald er det et af de tidligste eksempler på overregionale ægteskabsforbindelser og måske alliancer.

### Samhandel med og tjeneste i Romerriget
Perioden har navn efter den voldsomme indflydelse fra Romerriget. Denne viser sig ikke mindst i form af indførte romerske genstande. Handel med romerne var ikke fri men et privilegium, som blev styret af imperiet for at favorisere venligt sindede fyrster nærmest grænsen. Romerne søgte at opbygge en stødpudezone af allierede germanske fyrster nær grænsen via rigets handelspolitik, gavegivning, betaling for fred og sikring imod angreb samt muligheden for at komme i romersk tjeneste. I det første 3-4 årtier af det 1. århundrede e.v.t. var det især i de områder, der lå nærmest Romerrigets grænser, at romerske varer optræder mens forekomsten i fjernere egne som Sydskandinavien er mere sparsom, og billedet har ikke ændret sig meget omkring 40-70 e.Kr., men for tidsrummet fra slutningen af 1. århundrede e.v.t. til omkring 200 e.v.t. er der sket en stor stigning i det danske område ligesom varerne nu har nået den skandinaviske halvø (det sydlige Norge og Sverige) omend mere sporadisk. Fordelingen er tolket således, at de grænsenære fyrster efterhånden opbyggede alliancer med germanere, der boede i baglandet fjernere fra den romerske grænse, måske i en form for vasal-system. I tiden omkring 1 e.v.t. optræder rigt udstyrede grave især i Böhmen og mindre udtalt i Pommern og det centrale Polen, men et par generationer senere er tyngdepunktet forskudt til det sydvestlige Slovakiet, Mähren, Schlesien, Mecklenburg og Polen. I Danmark er det først Lolland-Falster, der blev et knudepunkt for sådanne forbindelser, men et par generationer senere forskydes tyngdepunktet til Fyn. Senere er romerske importvarer udbredt til alle dele af Danmark: Jylland, Fyn, Sjælland, Smålandsøerne og Bornholm med flere knudepunkter, og udvekslingssystemet blev udvidet til at omfatte den skandinaviske halvø.
Mens det er let at påvise romerske varer i Germanien, er det vanskeligere at påvise germanske varer i Romerriget. Rav er en mulighed, jern er en anden mulighed. Mere sandsynligt er det imidlertid, at germanerne har eksporteret to andre "varer": slaver og soldater. I kraft af et hjemligt befolkningsoverskud har unge germanske mænd kunnet tjene i den romerske hær og de har her kunnet lære romersk levevis og krigsteknik. Netop i 1. og 2. århundrede e.v.t. optræder soldater- og ryttergrave med våben ret talrigt i germansk, herunder dansk, område. Dette kan bidrage til at forklare udbredelsen af romerske genstande, romerske mønter, organiserede hærafdelinger, folkevolde der afspejler det romerske Limes samt skabelsen af et germansk skriftsprog, runealfabetet, der i begyndelsen især forekommer på udstyr ofret i moser, samt brugen af Charonsmønter (Obulus). Slavehandel kan være et af motiverne til de gentagne angreb, som moseofringerne afspejler. Det forhold, at de tidligste angreb mod dansk område skete sydfra, kunne tyde på, at der er tale om germanere fra Romerrigets grænsenære egne, som rettede slavehandelsvirksomhed mod fjernere, nordligere liggende områder. Aftakkede romerske soldater kan have udnyttet deres militære kundskaber og kundskaber om Romerrigets behov for slaver til at skabe sig en egen forretning. Og nogle har kunnet skabe sig en levevej ved at forsvare bygder mod sådanne angreb. Den germanske inddeling i stammesamfund kan have fremmet en sådan virksomhed. At også folk fra dansk område tjente i den romerske hær sandsynliggøres af fundet i Brokjær i det sydvestlige Jylland af to krigergrave daterede til tiden 150-210 e.v.t. med et ringgrebssværd, som oprindeligt blev anvendt af lejesoldater fra Sydøsteuropa i den romerske hær. Også andet udstyr fra den romerske hær fundet i Danmark tyder i samme retning.

### Runeskriften
Et vidnesbyrd om den tætte kontakt til Romerriget er tillige udviklingen af runeskriften, som formodentlig skete på denne tid. Vi kender ikke det nøjagtige sted eller den nøjagtige tid, men det står fast, at af de 24 tegn i den ældre futhark er 8 identiske i lyd og form med den latinske (romerske) kapitælskrift, 6 udviser slægtsskab, 3 har lighed i form men forskel i lyd og 7 afspejler selvstændigt udviklede tegn. Futharken udviser imidlertid en egen rækkefølge af tegnene, tekster forekommer både med højre og venstre skriftretning, bustrofedon, med usikker brug af skilletegn og hvor hver rune har sit eget navn og undertiden kan udtrykket et helt begreb. Disse forhold taler for, at runerne er inspirerede af romerske indskrifter men udviklet selvstændigt. I deres tidligste fase bliver de især brugt på genstande, ikke mindst dem der indgår våbenofringer, blandt andet for at angive ejernavne og magi.

### Forsvarsanlæg og krigsbytteofringer
Der kendes en række langvolde og andre forsvarsanlæg daterede til denne tid.
I henhold til undersøgelser skal Olgerdiget have gennemgået tre hovedfaser, henholdsvis 31 e.v.t., 51 e.v.t. og 89/90 e.v.t. og har været vedligeholdt frem til omkring 120 e.v.t. hvor det forfalder og mister sin betydning. Olgerdiget bestod i sin yngste fase af en jordvold, en voldgrav og to palisaderækker. Olgerdiget var formentlig nordvendt, det vil sige beregnet til at forsvare befolkningen syd for det. Olgerdiget var over 11 km langt og udgjorde sammen med Vidåen en markeret grænse. Ved Vidåens udløb i Vadehavet fandtes to små ringborge: Trælbanke ved Højer og Arksum på Sild, der begge dateres til 1. århundrede e.v.t. og således er samtidige med Olgerdiget. En mulighed er at anglerne efterhånden bredte sig nordover og bragte Als under deres kontrol og at i forbindelse hermed blev Olgerdiget overflødiggjort og grænsen flyttet nordpå, hvor Vendersvold (Æ Vold), der er dateret til 150 e.v.t. og Genner Bugt sammen med vandløb mod vest kom til at udgøre en ny grænse. Vendersvolden er imidlertid sydvendt. Disse anlæg skal antagelig opfattes som grænsemarkeringer og forsvarsværker for stammeområder i forhold til deres naboer. En anden mulighed er, at der på dette tidspunkt har været et fremstød fra øst, som begge voldanlæg skulle beskytte imod. Under alle omstændigheder viser de, at forsvaret nu var fælles for større områder: stammen, folket eller bygden, i modsætning til keltisk jernalder, hvor forsvaret gjaldt den enkelte landsby (Borremose, Lyngsmose).
Ældre romersk jernalder synes at have indledt en urolig tid. Fra denne tid kendes de tidligste våbenofringer, fra Vimose på Fyn, er daterede til henholdsvis omkring år 70 og 160. Foruden Vimose er ofringer sket to andre steder på Fyn, på Lolland og i Thorsbjerg Mose i Angel i Sønderjylland. Angriberne er øjensynligt kommet sydfra. Karakteren af disse angreb er ikke nærmere bestemt; de kan have været angreb for at skaffe slaver til Romerriget.

### Befolkningsforhold
Vi kender en smule til befolkningsforholdene omkring år 98 e.v.t. fra skriftlige kilder. Dette år skrev Tacitus sit værk Germania, som blandt andet omtaler stammer i Germanien. Blandt andet siges: "dernæst følger reudigner, avioner, anglier, variner, eudoser, suariner og nuitroner ..." Rækkefølgen er ikke alfabetisk men kan være geografisk. Der er blandt sprogfolk almindelig enighed om, at anglier er anglere og eudoser er jyder. I så fald må varinerne have boet mellem disse to folk. Arkæologisk er disse varinere tolket som den såkaldte Over Jersdal-kultur, der forekommer i området mellem Kongeåen i nord og Vidåen i syd. To langvolde ligger i den østlige del af dette område: Æ Vold nord for Åbenrå Fjord og Olgerdiget syd for Åbenrå Fjord. Ptolemaius skriver: "Halvøen selv er, oven over saxerne, beboet af sigulonerne i vest, herefter sabalingerne, så kobanderne, oven over disse chalerne, yderligere over dem og mere vestligt funisierne, øst for charuderne og nordligst af alle kimbrerne." Af de nævnte folkegrupper tolkes kimbrerne som indbyggere i Himmersyssel, charuder som indbyggere i Hardsyssel, sabalingier som sallingboere i Salling syssel mens siguloner kan være "Stammen Segger eller Sygger, som optræder i oldengelsk Heltedigtning og i Kvadet Vidsid nævnes ved Siden af Saxerne". På det ptolemaiske danmarkskort optræder også "viruner" (rettelig: variner hos Tacitus og Plinius).
Om forholdene på de danske øer er vi ringere oplyst. Hos Tacitus findes følgende: "Dernæst følger - ude i Oceanet - svionernes stammeforbund, der foruden mandskab og våben også er stærkt til søs. Skibenes konstruktion afviger fra den gængse derved, at der er stavn i begge ender således, at de altid har en landingsklar ende. Skibene betjenes ikke med sejl, og årerne lægges ikke fast i en række langs siderne men er løse - ligesom det bruges på visse floder - så at de kan vendes i den ene eller anden retning, som forholdene kræver det. Hos svionerne sættes endog velstand højt, så derfor har de en enehersker, der er helt uden indskrænkninger i sine beføjelser og har et absolut krav på lydighed. Våben er ikke her som hos de øvrige germanere almindeligt udbredte men låst inde og uder bevogtning - af en slave! For Oceanet hindrer fjender i overraskelsesangreb, og ledige krigerskarers hænder har nu engang let til våben. Og det er bestemt ikke i en eneherskers interesse at lade nogen adelig eller fribåren, for slet ikke at tale om en frigiven slave, føre opsynet med våbnene." Vanskeligheden består i, at vi ikke ved hvor omfattende dette svionernes område har været: har det kun omfattet den skandinaviske halvø, eller har det også omfattet danske øer? Dette er muligt og ret sandsynligt.

### Landbruget
Ældre romersk jernalder repræsenterer i det store og hele en fortsættelse af landbrugsdriften fra yngre keltisk jernalder, det vil sige et landbrug baseret på digevoldingsagre og formodentlig med samme driftsform som i keltisk jernalder. I anden halvdel af ældre romersk jernalder (omkring 100 e.v.t.) skete der tilsyneladende en begyndende opgivelse af ordningen med digevoldingsagre og en overgang til et indmark-udmarks system, hvor indmarken nærmest landsbyen har været drevet intensivt som agerjord med gødskning af jorden, mens udmarken udgjordes af overdrev og skov, der kunne give græsning til kvæg, olden til svin, hø til vinterfoder, brændsel og byggematerialer.
Afvejningen af kornavlens og husdyrholdets rolle har formodentlig været uens i landets østlige og vestlige dele: i Jylland er arealerne omfattede af digevoldingsagre fortsat omfattende mens de på Øerne synes at have været mindre og adskilte af noget større overdrevsområder. Forskellen kan til dels tilskrives jordbundsforholdene, idet jordene i Jylland var sandede og derfor mere magre, mens de på Øerne var mere lerede og derfor mere frugtbare.

### Bebyggelse
Også selve landsbybebyggelsen udviser kontinuitet. Adskillige bebyggelser udviser en fortsættelse på tværs af andre skel i tiden. Forklaringen på dette er sikkert, at landbrugsdriften har sikret en god og stabil overskudsproduktion, der blandt andet bevidnes af kældre til opbevaring af korn på bopladsen Overbygård samt fund af ostekar, der vidner om overskud af mælk til dette formål. Sådanne forrådskældre er imidlertid undtagelsen fra reglen.
I ældre romersk jernalder begynder gårdtoften for første gang at optræde som en markeret enhed i form af et omgivende hegn, som omkranser hovedhuset og ofte er forbundet med gårdens sidebygninger. Dette er blandt andet konstateret i Vendehøj.
Et udtryk for en stor overproduktion og heraf følgende befolkningsfremgang er, at gårdene i fx Vendehøj i periodens løb blev stadigt større, især ved tilkomst og udvidelse af udhuse. Der sker tilsyneladende en stadig mere udtalt rangordning af de enkelte gårde; især et par gårde skiller sig ud.

#### Thy
Fra Thy kendes et stort antal byhøje, herunder i Tåbel, Mariesminde, Vestervig og Hurup. De lå med en indbyrdes afstand på mellem 1 og 2,3 km. 30-40 af dem har eksisteret fra kort før 1 e.v.t. og 2-3 århundreder, mens omkring en halv snes stykker har været af kortere varighed. I Heltborg har det været muligt at udskille såvel selvstændige gårdanlæg som mindre huse med beboelse og stald. I begyndelsen af 1. århundrede f.v.t. forekommer en gård med et 14 m langt langhus med beboelse og stald samt to små udhuse med lergulv. Nogle af landsbyerne, således Vestervig og Mariesminde, der begge ligger nær Agger Tange, har formodentlig drevet fiskeri.

#### Nørre Fjand
Bopladsen Nørre Fjand ved Nissum Fjord i Vestjylland, dateret til 2. århundrede f.v.t. - 2. århundrede e.v.t., bestod af mindst 55 huse, formodentlig i flere faser. Husene lå i øst-vestlig retning. Den gennemsnitlige længde var blot 10 m og kun tre af husene har haft stald. Det ældste af disse fra 1. århundrede f.v.t. var 18 m langt og havde plads til 17 dyr. Et yngre hus var 12 m langt og havde plads til 16 dyr. Det yngste hus var 18 m langt men havde kun staldplads til 6 dyr. Bebyggelsens beliggenhed og fund af sænkesten antyder, at indbyggernetil dels har ernæret sig ved fiskeri, men endvidere har man ernæret sig ved jagt på fugle og rådyr.

#### Hvesager
Hvesager vest for Jelling er en af flere bebyggelser fra ældre romersk jernalder beliggende på et moræneplateau, der hælder mod syd ned mod Farup sø. Landskabet gennemskæres af Fårup Mose, der ligger i øst-vestlig retning omkring 600 m syd for bopladsområdet, og af mindre vandløb, der forløber i henholdsvis nord-sydlig retning og øst-vestlig retning. Jordbunden består overvejende af sandblandet ler. Foruden Hvesager ligger flere andre små bebyggelser på plateauet med en indbyrdes afstand på 400–600 m: Fårupvej, Plantagevej og Fårup (de to sidstnævnte ligger umiddelbart ved Fårup mose). I flere tilfælde er der øjensynligt tale om en fortsættelse af bebyggelse fra keltisk jernalder.
Bebyggelsen i Hvesager omfatter to sammenbyggede gårde, der tilsyneladende kun har eksisteret i en kortere tid, idet der kun er foretaget få ombygninger af hovedhusene men åbenbart ikke er sket fornyelser af bygningerne. Begge gårde har bestået af en indhegnet tofte. Den største gårdtofte målte 40 x 53 m svarende til et areal på omkring 2.120 m². Den omfattede et langhus, to-tre større udhuse, et-to mellemstore udhuse og to-tre små udhuse med et samlet bebygget grundareal på 400–600 m². Den lille gårdtofte målte 23 x 44 m svarende til et areal på 1.012 m². Den store gård har en struktur, der gør det sandsynligt, at der var tale om to gårde uden (spor af) adskillende hegn imellem; i så fald ville der være tale om tre gårde af omtrent samme størrelse. Fælles for gårdene er, at deres hovedhus ligger ca. 10 m fra det omgivende gårdtoftehegns sydside med en sydlig indgang i hegnet og at der til hver gård hørte et udhus beliggende nord for hovedhuset bestående af fire sæt tagbærende stolper.
Omkring 50 m fra bebyggelsen var en kammergrav med krigerudstyr. Både boplads og grav dateres til første halvdel af 100-tallet e.v.t., det vil sige anden halvdel af ældre romersk jernalder.

#### Haughus
Haughus sydøst for Jelling beliggende omtrent 2 km øst for Hvesager er en isoleret bebyggelse fra ældre romest jernalder og ligger på samme moræneplateau som denne, men er adskilt ved flere mindre vandløb i nord-sydlig retning. Bebyggelsen Haughus 1 bestod af en gårdtofte på ca. 35 x 40 m svarende til et areal på 1.400 m². Den omfattede et langhus, et mellemstort udhus og et lille udhus svarende til et samlet bebygget grundareal på 172–190 m². Der er foretaget flere fornyelser af udhusene. Bebyggelsen Haughus 2 bestod af et langhus med tilhørende udhus og muligvis endnu et langhus med udhus. Langhuset har været 22–24 m langt og med seks sæt tagbærende stolpepar, der var placerede nær væggene og dermed skabte et bredere midterrum. I tilknytning til langhuset lå et ca. 120 m² stort indhegnet areal, hvorpå lå et ca. 8 m langt udhus med tre sæt tagbærende stolper og indgang i retning mod langhuset. Der kan være tale enten om to samtidige gårde eller om en gård i to faser.
Langhuset var omkring 20 m langt og 5 m bredt med 6 sæt tagbærende stolpepar. Huset har kun eksisteret i en fase. Det ene udhus ligger ca. 10 m nord for langhuset og er ca. 9 m langt og 4,5 m bredt med 3 sæt tagbærende stolpepar. Andre udhuse lå syd for langhusets østende og er blevet fornyet med en mindre forskydning. Udhusene var henholdsvis ca. 6 x 4 m og 5 x 4 m.

#### Fårupvej
Fårupvej syd for Jelling ligger på samme moræneplateau som Hvesager og Haughus og dateres ligeledes til ældre romersk jernalder. Bebyggelsen har omfattet to faser. I den en fase omfattede bebyggelsen fire eller fem gårde, der lå side om side på række dog med en gård let forskudt mod nord og den sidste gård noget isoleret mod sydøst. Hovedbygningerne har i hvert tilfælde været 16–18 m lang og hver med et eller to tilhørende udhuse 6–9 m lange. Der er ikke påvist spor efter indhegning. I den anden fase, hvor bebyggelsen lå noget sydligere, omfattede bebyggelsen fem gårde, og også i dette tilfælde lå de side om side på række. I alle tilfælde lå hovedhuset mod syd og udhuse nord for hovedhuset. Hovedhusene var 18–20 m lange og udhusene 5–7 m lange. Heller ikke her er påvist spor efter indhegning. Der er ikke sikre beviser for, at der er tale om to faser af samme bebyggelse.

#### Plantagevej
Plantagevej ligger sydvest for Jelling på samme moræneplateau som Hvesager, Haughus og Fårupvej og dateres ligeledes til ældre romersk jernalder. Bebyggelsen menes at have omfattet to faser. I den ældre fase omfattede bebyggelsen 6 gårde, der afspejles ved langhuse med en længde på 10–12 m. I den yngre fase omfattede bebyggelsen 5 gårde, der afspejles ved langhuse med en længde på 17–18 m (en gård dog ca. 20 m) og to-tre udhuse. I et tilfælde er fundet spor efter et omsluttende fælles hegn for to af gårdene. Mod syd afsluttes hegnet ved langhusenes hjørner. Det indhegnede areal udgjorde ca. 750 m². Mindst et par af gårdene kan påvises at have eksisteret i to faser. Endvidere er fundet spor efter tre langhuse, der ikke kan indpasses i de to landsbyfaser.

#### Fårup
Fårup ligger ca. 1 km sydvest for Jelling syd for Fårup Mose. Der er fundet spor efter flere langhuse, der dateres til ældre romersk jernalder, men der foreligger endnu ingen nærmere afklarende udgravninger. Forholdene er fortolkede således, at der i keltisk jernalder fandtes en spredt bebyggelse af enkeltgårde, som i århundredet før Kristi Fødsel er efterhånden blevet samlet til en landsby på fem gårde, der senere kan være omflyttet med ujævne mellemrum mellem forskellige steder på samme moræneplateau. I ældre romersk jernalder omfattede den samlede bebyggelse i området en mulig stormand ved Hvesager, der ifølge gravudstyr kan have udført krigstjeneste og måske udført lederfunktioner, en landsby på 5-6 gårde samt en enkeltgårdsbebyggelse.

#### Gårdslev
Gårdslev ved Vejle består af en enkelt gård. Gårdtoften var omtrent 540 m². Gården bestod af et langhus, to mellemstore udhuse og et lille udhus med et samlet bebygget grundareal på 174 m².

#### Hammelev Nørremark
Hammelev Nørremark ved Haderslev består af tre parallelle, øst-vest rettede treskibede langhuse, der mod vest suppleres med en nord-syd rettet bygning således, at den samlede bebyggelse omtrent fremtræder som et E. Det midterste langhuse har eksisteret i to faser og har været henholdsvis 15 og 22 m langt og 5,5 m bredt. Det sydlige langhus har kun eksisteret i en fase og været 21 m langt og 4,5 m bredt. Det nordlige langhus havde buede vægge og været ca. 26,5 m langt og 3,5-4,5 m bredt.

#### Vendehøj
Bopladsen Vendehøj, der eksisterede allerede i keltisk jernalder og fortsatte i ældre romersk jernalder, eksisterede i fire faser, som har afløst hinanden på samme sted, et plateau. Første fase bestod af 7 gårde beliggende øst-vest på plateauets nordside. Seks af de syv gårde var forbundne ved et fælles hegn, hvorimod den sidste gård lå adskilt fra de øvrige. I en kortvarig anden fase bliver gårdene opdelt i separate gårdanlæg, i alt 17 langhuse. I tredje fase består landsbyen af 12 gårde og 16 langhuse. I fjerde faste består landsbyen af 22 langhuse. Fire langhuse og tre udhuse har ikke kunnet dateres med sikkerhed. I første og anden fase er der relativt lille forskel på gårdenes størrelse, men i fase tre bliver forskellene større, og i fase fire udskiller visse gårde sig med flere og større udhuse. Ydermere kan konstateres, at gårdene på skift udmærker sig ved at være den største og at der ikke kan udskilles nogen "høvdingegård".

#### Overbygård
Bopladsen Overbygård i Vendsyssel, dateret til 1. århundrede f.v.t. - 2. århundrede e.v.t., bestod af et antal huse og eksisterede i fire faser. Husene er 5 m brede og 16–18 m lange, og som noget særligt er de forsynede med kældre og sidebygninger. Sidebygningerne var 4,5 m brede og op til 9 m lange og flere af dem med ildsteder. Kældrene har været anvendt til forråd. I tredje fase blev langhusene forlænget så meget, at der blev plads til 12-14 dyr, i alt staldplads til 120-140 kreaturer. I fjerde fase er sidehusene nedlagt men hovedhusene gjort længere: den gennemsnitlige længde er nu 20–21 m og landsbyen har bestået af 14-15 gårde. Der er ikke fundet nogen storgård og heller ikke nogen smedje, men fund af jern og slagger antyder, at smedjen har eksisteret.

#### Priorsløkke
Bopladsen Priorsløkke vest for Horsens er dateret til 1.-2. århundrede e.v.t. Bebyggelsen har eksisteret i mindst to faser. I den første fase bestod landsbyen af 14 huse, alle 10–11 m lange. I den senere fase var langhusenes længde vokset til 15–16 m, og landsbyen, som lå på en nordvendt halvø i Hansted ådal, var nu beskyttet af et palisadehegn og en voldgrav vendt mod syd. I hegnet fandtes en 3,5 m bred port, og graven, der var omkring 130 m lang, var afbrudt ved porten.

#### Galsted
Bopladsen Galsted beliggende på et plateau på østsiden af Toftlund Bakkeø i Sønderjylland er dateret til 1. århundrede e.v.t. Landsbyen bestod af 13 gårde, de fleste bestående af et enkelt langhus. De fleste af husene var omkring 5 m brede og 18 m lange. Landsbyen var omgivet med et hegn, og det indhegnede areal med en længde på 100 m og bredde på 70 m havde nærmest pæreform på grund af en gravhøj fra bronzealder, som lå midt i landsbyen.

#### Fyn
På Fyn er det påvist, at en række landsbyer med oprindelse tilbage i keltisk jernalder ophører omkring 100 e.v.t., således Marslev (dateret 300 f.v.t.-100 e.v.t.), Radstrup, Kertinge og Hundslev (alle 150 f.v.t.-100 e.v.t.) hvortil kommer Kølstrup (1 e.v.t.-200 e.v.t. Disse lå alle indenfor et begrænset område på Nordøstfyn, hvor de synes langt på moræneøer (en eller flere) omgivet af engdrag og åløb. Det formodes, at deres forsvinden hænger sammen med en udvikling, hvor bebyggelsen samles i færre, men større bebyggelser. Ophøret er tidsmæssigt sammenfaldende med det, der kan konstateres for flere jyske bopladser.

## Yngre romersk jernalder (150/160-375 e.v.t.)
I mangt og meget synes yngre romersk jernalder at udgøre en fortsættelse af ældre romersk jernalder: indførelsen af romerske genstande fortsatte, ældre traditioner med Charonsmønter fortsatte også (nu dog undertiden med glas i stedet), meget tyder på at Mithras-kulten har bredt sig blandt germanere i den romerske hær.
Yngre romersk jernalder synes at have været en tidvis urolig tid. I Mellemeuropa udkæmpes i tiden 166-180 e.v.t. de markomanniske krige, der indebar et mere eller mindre sammenbrud for det romerske forsøg på at sikre sig venligtsindede allierede blandt germanerne nær den romerske grænse. Senere fulgte de alemanniske krige.
Men samtidig fortsatte handelen med Romerriget øjensynligt. Hovedruterne synes at have været to: fra Limes via øvre Elben og dens bifloder nordpå til Mecklenburg og herfra ud til Øresundskysten og de danske øer samt ravruten i Østeuropa, der forbandt Sortehavsområdet med Østersøområdet. Disse handelsruter synes at have været konsoliderede med ægteskabelige forbindelser mellem regionale stormænd, hvilket menes godtgjort ved fællestræk i gravudstyr.
Yngre romersk jernalder synes at have udvist en fortsat, og nu mere udtalt, forskel mellem Jylland på den ene side og øerne på den anden. I Jylland fremstår fortsat et præg af stammeområder omtrent af samme størrelse som de senere sysler og med talrige våbenofringer, der tolkes som spor efter angreb af fremmede, mens øerne fremtræder som et mere homogent område med et enkelt rigt stormandscenter, men hvor dette i ældre romersk jernalder lå i Hoby, ligger den fra 150/160 e.v.t. på Stevns, især Himlingøje og Varpelev, hvor det afspejles i rige gravhøje. Dette center synes at have opbygget forbindelser, formodede alliancer, til forskellige steder i Jylland og Skandinavien. Lidt senere optræder der aflæggere på Sydsjælland og på Fyn, hvor Gudme-området efterhånden udvikler sig til det største rige handels- og håndværkscenter med formodede religiøse funktioner og internationale forbindelser, ægteskabsalliancer til Mellemeuropa og handelsforbindelser til flere steder i Romerriget.

### Sociale forhold
På grundlag af smykker i gravfund har man ment det muligt dels at udskille forskellige social lag, dels at påvise internationale ægteskabelige forbindelser. Med hensyn til de sociale lag menes kolbearmringe at repræsentere et øverste lag efterfulgt af ormehovedarmringe og derunder ormehovedfingerringe af forskellig type. Den regionale fordeling af disse statussymboler tyder på, at der på Stevns fandtes et "ormehoved"-dynasti med forbindelser til Østjylland (jydernes område) og Sønderjylland (anglernes område), under dette med forbindelser markeret ved ormehovedarmringe til henholdsvis Vendsyssel, Østfyn (Gudme-området) samt Bornholm. Fordelinge tyder på forekomst af egentlige alliancer. Ormehovedfingerringe kan have markeret loyale høvdinge; deres forekomst er overvejende på Sjælland men også på Bornholm og i Vendsyssel. Indtrykket understreges af nogle sølvpokaler med en karakteristisk figurfrise med mennesker og dyr fra Himlingøje og Valløby på Stevns, fra Nordrup ved Ringsted og fra Sverige. Det forhold, at der i samme område forekommer mange våbengrave gør det rimeligt at antage, at disse stedlige høvdinge har udgjort en hird for det ledende dynasti. De sjællandske høvdinge må have stået i et afhængighedsforhold til elitens center. Den førende stilling for dynastiet på Stevns understreges ved, at de døde blev kremerede men gravlagt i storhøje. Senere gik man over til jordfæstegrave, og storhøjene ophørte. Først nu begynder romerske genstande at optræde i Skåne, om end fortsat kun i begrænsede mængder. Forbindelsen til Romerriget understreges også ved fund af romerske mønter. Disse kan have to årsager: dels som led i handel, dels som betaling for romersk militærtjeneste (sold). Belæg for, at germanere tog i romersk krigstjeneste, kendes fra det Galliske Særrige (259-173/4 e.v.t.). Militærtjeneste kan have bidraget til at sikre handelsforbindelserne.
Med hensyn til internationale ægteskabelige forbindelser kendes fra grave i Himlingøje fra omkring år 200 e.v.t. på Stevns ormehovedarmringe, der ellers kun kendes fra Varpelev samt på Øland, på Gotland og i Mälarområdet. Som helhed tyder disse sammenfald i pragtgenstande på overregionale personlige forbindelser mellem de nævnte områder. Et andet eksempel er kvindegrave fra henholdsvis Varpelev på Stevns og Årslev på Fyn, der begge indeholdt en hårnål af guld og med indlagt karneol, en halvædelsten, samt tre halvmåneformede guldstykker, der hænger ned i fine kæder og som viser forbindelser til Ungarn i anden halvdel af 300-tallet. Et tredje eksempel er sølvskeer, der er medgivet som gravgaver, og som kendes fra Årslev og Hågerup i Danmark og fra Leuna, Hassleben og Sakrau i Mellemeuropa. Et fjerde eksempel er en grav fra Hågerup og fra Leuna ved Leipzig, der begge var skeletgrave med "charonsmønt" samt i fodenden af kisten et drikkeservice med sølvskål, glasskål, øse, si, benkam og andet udstyr. Det er muligt, at disse sammenfald i smykker og genstande afspejler slægtsforbindelser mellem Østsjælland, Østfyn og Thüringen-Sachsen. Det bør tilføjes, at netop Thüringen er det område, hvor stednavne på -leben forekommer, en formodet parallel til stednavne på -lev kendt i det sydlige Norden. Forbindelsen mellem de to områder har formodentlig sin oprindelse allerede i yngre romersk jernalder. Endelig har været peget på fordelingen af rosetfibulaer, i Sydvestjylland, Limfjordsegnene, Vendsyssel, Østfyn, Vestsjælland, Sydsjælland, Østsjælland, ved Roskilde Fjord, på Bornholm og Gotland samt enkelte langs den sydnorske kyst, ved Vänern og ved Mälaren i Sverige som muligt udtryk for overregionale forbindelser og måske allierede.
Viden om dynastiet på Stevns svækkes af, at der endnu ikke er fundet en boplads, som kan forklare det dynasti, som afspejler sig i gravfund i området. Imidlertid viser forekomsten af flere brolagte veje og vejovergange over Tryggevælde Å forbindelse mellem Varpelev og Himlingøje. Fundfordelingen tyder på, at ormehoved-dynastiet på Stevns har eksisteret i en generation eller to i første halvdel af 200-tallet og har haft faste forbindelser over Østersøen til Mecklenburg og det nordlige Polen herfra sydover med områder ved det mellemste Donau samt til egnene ved Rhinen. Fra disse områder stammer indførte romerske varer. Men efter ret kort tid synes handelscenteret på Stevns i stigende grad at være blevet afløst af et nyt handelscenter på Østfyn: Gudme-centeret.
Gudme-centeret havde ligeledes forbindelser til Rhin-området men desuden til egne nær den kontinentale romerske grænse, hvilket afspejles i grave fra Årslev og Hågerup.
Som helhed tegner yngre romersk jernalder et billede, hvor de østlige dele af landet (først Stevns, senere Østfyn) udgjorde et overregionalt høvdingesæde og et handelsmæssigt center måske i forbindelse med kultfunktioner og øjensynligt beskyttet af en ydre kreds af militære forposter i hvert fald på Sjælland. De vestlige dele var derimod opdelte i mindre stammeområder og synes at være udsatte for gentagne angreb først fra syd og senere fra øst og nordøst, hvilke man forsøgte at beskytte sig imod med folkevolde og pælespærringer og - efter våbenofringer at dømme - med et vist held. Disse angreb kan have forbindelse med slavejagter fra folkegrupper med forbindelser til Romerriget (især mod vest) og ved allierede til de østdanske handelscentre, der øjensynligt etablerede og opretholdt internationale alliancer langs handelsruterne (især mod øst). Det er muligt, at angrebene mod Østjylland fra nordøst skal ses som en reaktion på angreb fra syd og havde til formål at skaffe "erstatningsslaver" for de befolkninger, der boede i Halland, Bohuslen og måske Västergötland som ellers truedes af en skæbne som slaver. Det forhold, at de ofrede militære genstande havde runer og/eller var af romersk oprindelse, kunne tyde på, at (i hvert fald nogle af) deltagerne forinden havde fået militær træning i Romerriget, som de senere udnyttede til at drive slavejagt. Hvis der er grundlag for at antage, at rigdommen på romerske varer i Thüringen til dels hænger sammen med romersk militærtjeneste, og hvis der har været overregionale alliancer mellem dette område og områder på Sjælland og Fyn, så er det nærliggende, at også folk fra disse områder har kunnet deltage i den romerske militærtjeneste.

### Våbenofringer og forsvarsanlæg
I Skandinavien kendes fra denne tid våbenofringer i moser på Lolland, Fyn og Østjylland. Interessant er, at mens de ældste ofringer i Thorsbjerg fra periodens begyndelse udviser en markant sydlig oprindelse, så er materialet fra to senere ofringer, henholdsvis første halvdel af 3. århundrede og begyndelsen af 4. århundrede dels af blandet dansk-tysk, dels sydsvensk-ødansk oprindelse. Dette kunne tyde på, at hvis forekomsten af rigdomscentre på Sjælland og Østfyn må tilskrives en central rolle i slavehandel i bytte for romerske varer, så kan disse handlede slaver stamme fra Angel-området. Bedømt på grundlag af de ofrede genstande afspejler disse ofringer angreb fra Mellemtyskland mod Thorsbjerg og de syddanske øer. Senere, i tidsrummet år 210/220-250/260 (C1b) kendes således samtidige våbenofringer fra Trinnemose i Vendsyssel, Illerup i Østjylland og Illemose (Østfyn), kort efter fra Porskjær og Vimose, begge i Østjylland og Thorsbjerg i Sønderjylland og yderligere en fra Illerup, der er samtidig med Søborg Sø i Nordøstsjælland, i alt mindst 8 våbenofringer. Disse formodes at afspejle angreb fra nordøst, det vil sige Sydnorge. Samtidig skete et nyt angreb mod Angel, der afspejles i moseofringen i Thorsbjerg. Det meste af Sjælland udviser derimod på samme tid stor rigdom og rundt om på øen findes spor af våbenføre krigere, der måske har udgjort en hird med tilknytning til Himlingøje, Valløby og Nordrup. Fra tiden 250/260-310/320 e.v.t. kendes samtidige våbenofringer fra Dallerup i Østjylland, Ballerup sømose på Sjælland, Thorsbjerg, Balsmyr på Bornholm, Hassle-Bösarp i Skåne og Skedemose på Øland, en særskilt våbenofring skete i Hedelisker ved Randers og endelig skete samtidige våbenofringer fra Thorsbjerg og Nydam og Ejsbøl i Sønderjylland, Kragehul på Fyn og atter Hassle-Bösarp og Skedemose. Fra denne tid kendes tillige flere langvolde i Jylland, således Æ Vold (dateret til ca. 278 e.v.t.), Olgerdiget (dateret til 7-130 e.v.t.) og Trældiget (løst dateret til romersk jernalder), pælespærringer i Gundsø Vig i Kolding Fjord (daterede til 236 e.v.t. og 256-317 e.v.t.), Jungshoved Nor på Sjælland (ca. 340 e.v.t.), Nakkebølle Fjord på Sydfyn (ca. 370 e.v.t.) samt Margrethes Bro i Haderslev Fjord (ca. 370-418 e.v.t.). og store våbenofringer i moser: Viemose, Vingsted, Porskjær, Illemose, Dollerup, Thorsbjerg, Illerup, Fuglsang. Bedømt på grundlag af de ofrede genstande afspejler disse ofringer angreb fra Mellemtyskland mod Thorsbjerg samt fra Norge mod Østjylland, Nordfyn og Nordsjælland. Omkring år 300 sker nye våbenofringer i moser: Ejsbøl og Nydam. Bedømt på grundlag af de ofrede genstande afspejler disse ofringer angreb fra Mälarområdet mod Gotland, Øland, Skåne, Fyn og Sønderjylland. De angribende hære bestod af folk fra forskellige egne, vel organiserede i hærenheder på op til omkring 150 mand med nogle få hærførere i spidsen. De angribende var måske marodører, tidligere professionelle soldater som efter udstået tjeneste have slået sig sammen f.eks. for at bedrive slavehandel med Romerriget. Når de især valgte at angribe Sydøstjylland, kan det blandt andet have sin årsag i, at disse områder bestod af mindre folkeslag, som - alt andet lige - måtte være lettere at overvinde. Våbenofringerne afspejler, at disse angreb alligevel ikke altid lykkedes. Tværtimod lykkedes det de lokale at organisere et forsvar med held.
Nævnes må også Vendeldiget i Nordvestjylland, dateret til 210-380 ±70 e.v.t. Der er tale om en såkaldt folkevold bestående af en voldgrav, en vold og en palisade, om end sidstnævnte (endnu) ikke er påvist ved Vendeldiget. Diget er 3,75 km langt og strækker sig i let buet sydøstlig-nordvestlig retning i Vejrum og Asp sogne. Det har formodentlig fungeret som territorialgrænse mellem to stammesamfund. Formodentlig fra samme tid stammer det såkaldte Rammedige sydvest for Lemvig, omkring 20 km vest for Vendeldiget, omtrent 2 km langt og med forløb i nord-sydgående retning.

### Folkeforskydninger i Jylland
Yngre romersk jernalder var øjensynligt en dynamisk tid. På grundlag af forskelle i den materielle kultur mener arkæologer at kunne fastslå forskydninger i forskellige folkegruppers udbredelse: omkring år 200 nåede anglernes ekspansion op til omkring Kolding, og varinerne blev tvunget mod vest. Men fra midten af 3. århundrede kom anglerne åbenbart under pres fra jyderne i nord, og der må have stået et slag, hvor anglerne led nederlag. I hvert fald er der i Ejsbøl Mose fundet et sværdbælte, hvis parallel kendes fra en gravplads ved Egernførde. Omkring år 300 var anglerne blevet presset tilbage til områderne ved Vidåen og Flensborg Fjord, hvor de endnu havde kontrollen over Sundeved, men i 300 tallet (300 til 399) bliver de presset yderligere mod syd og i 400-tallet (400 til 499) endda syd for Slien. Hvor langt mod syd Anglernes udbredelse har strakt sig, vides ikke. Det ældste Dannevirke dateres nu til 400-tallet, en lidt yngre fase til 500-tallet (500 til 599).

### Landbruget
Det må formodes, at befolkningen var voksende og at dette har udløst et behov for forøget landbrugsproduktion. Senest omkring år 200 e.v.t. synes digevoldingsagrene at ophøre, og samtidig synes der at være sket en omlægning af bebyggelsen, idet de tidligere ret små landsbyer nu nedlægges og øjensynligt afløses af færre men større landsbyer. Denne omlægning formodes at hænge sammen med en omlægning af driften til et indmark-udmarksbrug med fast dyrket indmark og omgivende overdrev eller områder, der endda springer i skov. Et bevis på dette er forekomsten af en 80 m lang fægyde ved Vallensbæk på Sjælland; denne har været brugt til at lede kvæget ud til græsningsområderne uden at betræde de dyrkede marker. Det formodes, at den fornødne gødning til sikring af den intensiverede dyrkning er skaffet ved, at kvæget holdes græssende på mindre områder i længere tid eller med staldgødning.

### Bebyggelse
I yngre romersk jernalder optræder for første gang en egentlig nuancering af bebyggelsen: tidligere fandt denne sted inden for rammerne af det enkelte landsbysamfund fx ved en markering af høvdingens gård med en særlig afhegning. Men nu indtræffer en forskel i beliggenhed for bopladser med uens formål: foruden traditionelle bopladser optræder nu udskillelse af en stormandsgård fysisk adskilt fra landsbybebyggelsen og ligeledes bliver værksteder nu mere udpræget udskilt som en særlig bebyggelse i tilknytning til en stormandsgård. Men samtidig indtræder forandringer i de enkelte landsbyers fremtræden.
Denne udvikling må ses på baggrund af den sociale samfundsudvikling i samtiden. I yngre romersk jernalder skete en ny markant omlægning af agerbruget til en form for indmarks-udmarks-brug. Indmarken har været et form for alsædebrug. Landsbyerne er omgivne af intensivt dyrkede og gødede marker (indmark), mens overdrev til græsning og skov lå længere væk (udmark). Rug vandt øjensynligt frem på bekostning af hvede. Rug tåler bedre vinterkulde, fugtighed og tørke og lod sig dyrke både på sandede og mindre frugtbare jorder. Også toftesystemet, der fysisk markerer udstrækningen af den enkelte ejendom i form af et hegn, kan gå tilbage til denne tid. Tidligere små gårdgrupper og landsbyer blev nu sammenflyttede i færre og større landsbyenheder, hvor hver gård har sin egen toft, der angiver dens betydning i det samlede landsbyfællesskab.

### Centralpladser
I yngre romersk jernalder optræder for første gang et stormandssæde eller en centralplads, hvor landbrugsdrift spiller en mindre rolle mens håndværk, handel med Romerriget og skibsfart samt religion tilsyneladende spiller en større rolle. Det formodes, at et sådant stormandssæde eller en sådan centralplads først er fremvokset på Stevns på Sjælland, idet grave vidner om en særlig stor velstand, som herfra aftager ud over resten af øen, men en lignende centralplads er for første gang påvist på Fyn. Det er muligt, at der har været tilløb til flere sådanne pladser, men sporene er indtil videre svage og usikre.
Bemærkelsesværdigt er fremkomsten af et stormandssæde i Gudme og i tilknytning hertil handelspladsen ved Lundeborg på Fyn i slutningen af 2. århundrede og med eksistens frem til begyndelsen af 700-tallet. I Vester Egesborg på Sydsjælland fandtes en lignende plads, der begyndte lidt tidligere og atter forsvandt omkring år 400 e.v.t., mens en lignende plads i Vedbæk havde samme begyndelsestidspunkt som Vester Egesborg men forsvandt igen allerede i slutningen af 2. århundrede. I samme lange tidsrum som Lundeborg-handelspladsen var Helgö ved Mälaren den eneste tilsvarende handelsplads på den Skandinaviske halvø, mens Borg i Norge først optræder noget senere (fra 500-tallet). Handelspladsen ved Lundeborg hører sammen med en boplads i Gudme, der blandt andet omfatter en hal, 10 m bred og 47 m lang, opført i midten af 200-tallet og nedrevet i midten af 300-årene men et sidehus blev fornyet seks gange. Bopladsen synes at have nået sit højdepunkt på denne tid og synes ikke påvirket af de urolige forhold, der optræder andre steder.

#### Himlingøje
Et vigtigt handelscenter må have ligget på Stevns, selvom levn efter det endnu ikke er fundet. Derimod kendes en række gravhøje ved Himlingøje og Varpelev, der med al ønskelig tydelighed vidner om gode handelsforbindelser med Romerriget i form af indførte romerske genstande, glas, sølvbægre og andet. Andre rige gravpladser kendes fra det sydligste Sjælland samt mere spredt over øen omend med et tyngdepunkt på øen centrale og sydvestlige dele samt de sydlige dele af Nordøstsjælland. Gravfundene viser, at der i områderne omkring Stevns er adskillige grave med våben, hvilket nærmest ligner en beskyttende "sikkerhedszone" omkring dette handelscenter. Samtidig tyder genstandssammenligninger på, at dette center havde forbindelser til Østfyn og Nordjylland men ikke Øst- og Sydøstjylland, hvor fraværet af sådanne genstande er markant. Dette kunne tyde på mangel på fredelige kontakter mellem Stevns og disse områder. Det formodede handelscenter synes at forsvinde omkring år 300, da handelstyngdepunkter øjensynligt forskubbes til Østfyn. Fra Brokjær i Jylland kendes udstyr med mindelser om det, der kendes fra Stevns. Det er muligt, at det afspejler stedet som et stop på ruten fra Rhinegnene via Vesterhavet til Stevns.

#### Gudme
I Gudme på Fyn udviklede der sig på denne tid hvad der bedst kan betegnes som et stormandssæde, der varede i flere hundrede år. En bebyggelse på stedet kendes allerede omkring 1 e.v.t., men den havde været yderst beskeden. Gudmekomplekset bestod af tre dele: en stormandsgård mod nordøst, en bebyggelse af gårde med håndværk mod vest samt en isoleret bebyggelse mod sydøst. Både stormandsgården og en ladeplads ved Lundeborg ved kysten blev etableret i begyndelsen af yngre romersk jernalder. I 3. århundrede blev opført to huse, der siden blev fornyet i flere omgange. Disse var i den ældste fase 5,5 m brede og godt 12 m lange. I den følgende fase på overgangen mellem 3. og 4. århundrede blev den ene af bygningerne afløst af en hal, 10 m bred og 47 m lang. Hallen stod fra slutningen af 200-tallet til begyndelsen af 400-tallet. Også den anden bygning blev ombygget og var nu 10 m bred og 25 m lang og havde således også præg af en hal. Overhovedet voksede Gudmebebyggelsen i 3. og 4. århundrede og omfattede mod slutningen af romersk jernalder omkring 50 gårde bestående af langhuse på 6–7 m i bredden og op til 35 m længden. Det forhold, at stormandsgården savnede driftsbygninger for landbrug, taler for, at stormanden har kunnet afkræve tribut af beboerne i den øvrige bebyggelse og måske også af bebyggelser i omegnen.
Foruden bopladsen i Gudme lå ved Lundeborg, hvor Tange Å udmunder i Storebælt en sæsonbetonet handelsplads, mellem 30 og 75 m bred men omfattende omkring 900 m kyststrækning. Området rummede spor efter værksteder med ildsteder, værktøj og en brønd. Det samlede antal gårde i komplekset talte 40-50 ejendomme svarende til 300-500 indbyggere. Flere gårde er blevet fornyede på samme sted i op til ti faser, det vil sige gennem omkring 500 år. I tilknytning til gårdene foregik håndværk, især metalsmedning. Værkstederne syslede med jern, bronze, guld, sølv, hjortetak, glas og træ. Desuden må have eksisteret et tømmerværksted. Der er fundet spor efter våben: spyd, lansespidser, pilespidser, skjoldbuler og beslag til sværd og skeder. Der er talrige vidnesbyrd om handel med genstande fra Romerriget, således glasperler og glaskar, formpresset keramik (Terra sigilata) og anden keramik., mønter, fragmenter af romerske bronzestatuer. og andet. Gudmes storhedstid synes først at ophøre fra omkring 550 e.v.t., men bebyggelsen fortsatte med at eksistere i mere end hundrede år. I tilknytning til bosættelsen lå en omfattende gravplads, Møllegårdsmarken.

### Landsbyer
Landsbyerne fremstår mere nuancerede, tilpassede de stedlige landskabelige vilkår.

#### Vorbasse
Bopladsen Vorbasse i Jylland blev i løbet af romersk og germansk jernalder samt vikingetid omflyttet flere gange, i alt kendes 7 faser, hvor landsbyen blev flyttet indenfor et begrænset område på 700 x 1000 m. Bopladsen voksede undervejs kraftigt i omfang: i 2. århundrede e.v.t. omfattede landsbyen et areal på omkring 22.500 m², i 3. århundrede var dette område vokset til 75.000 m². Landsbyen bestod på dette tidspunkt af en halv snes gårde, hvoraf en del lå i en nord-sydgående række og andre i en kreds, alle omgivet af et hegn og med en gårdtofte på 50x50 m. Hver gård bestod af et langhus placeret midt på toften samt et eller to mindre sidebygninger. Gennemsnitslængden på langhusene var 30–34 m, det korteste 20 m og det længste 48 m; sidehusene var 10–16 m lange. Langhuset kunne være opdelt i op til 5 rum, idet de vestlige to eller tre blev anvendt til beboelse, de østlige til stald, det østligste formentlig med åben gavl og anvendt som lade. Bevarede båseskillerum viser plads til 15-30 dyr i stalden. Ved en af gårdene fandtes uden for indhegningerne jernudvindingsovne og trækulsmiler, og et af de østlige rum synes at have været indrettet til smedje. Landsbyen rummede tillige et antal grubehuse, små nedgravede hytter, omkring 2,5 m brede og 3,5 m lange.
Efter nogle generationer blev gårdene enkeltvis flyttet ca. 200 m mod vest. I 4. århundrede bestod bopladsen af 20 gårde, overvejende beliggende i en nord-sydgående række og resten beliggende omkring en åben plads, en forte. To af gårdene var dobbeltgårde, markeret med et delvist adskillende hegn. To af gårdene havde tilknyttet smedeværksteder med jernudvindingsovne beliggende lige uden for det omgivende hegn. Længst mod øst i landsbyen lå den største gård med et 45 m langt langhus og en indhegnet gårdtoft på 72 x 53 m, et areal på næsten 4000 m². Uden for landsbyen lå tre adskilte enkeltgårde. Landsbyen omfattede et areal på omkring 10.000 m², men tallet lyver: bebyggelsen dækkede det samme areal omend der øjensynligt sker en udtynding. Gårde og bygninger mindede om de tidligere, men gårdene var blevet lidt kortere og staldene lidt mindre. En enkelt gård var større end de øvrige, langhuset 43 m langt og med 4 tilhørende mindre bygninger samt et indhegnet areal på 74 x 54 m. Til denne boplads hørte to smedjer med tilhørende jernudvindingsovne og beliggende ved hver sin større gård.

#### Nørre Snede
En boplads i Nørre Snede dateret til perioden fra 3. til 7. århundrede, beliggende langs skrænten ned mod et engområde. Bebyggelsen var 100–200 m bred og omkring 550 m lang. I den ældste fase, fra 3. århundrede e.v.t., bestod landsbyen af 10 gårde. I det 4. århundrede flyttede gårdene lidt mod vest, og antallet faldt til 7-8 beliggende omkring en åben plads. I 5. århundrede flyttede landsbyen lidt mod nord men bibeholdt sin grundplan og antallet af gårde forblev uforandret. Flere af gårdene synes at være blevet fornyede på samme sted. Den største af langhusene var 36 m lang. Husene var indrettede med bolig og stald. Hver gård var omgivet af en firkantet indhegning.

#### Søndergård 1-Skindbjerg
Ved Jelling skete der tilsyneladende en omlægning af bebyggelsen omkring overgangen fra ældre romersk jernalder til yngre romersk jernalder: de tidligere bebyggelser Haughus 2, Fårupvej, Hvesager, Plantagevej og Fårup ophører og i stedet opstår to nye bebyggelser, Søndergård 1 og Skindbjerg ca. 500–1000 m mod øst. De to nye bebyggelser ligger tæt op ad hinanden og har udgjort en samlet bebyggelse. Det er nærliggende at se den samlede bebyggelse som afløser for de tidligere spredte gårdgrupperinger og gårde. Bebyggelsen lå på en moræneflade, der mod vest afgrænses af en lav sænkning strækkende sig fra syd til lidt mod nordvest. Bebyggelsen omfatter mindst fire langhuse, der formodes at afspejle hver sin gård. Hus A var 29 m langt og 5,8 m bredt med rette langsider og let afrundede gavle. Huset havde to modstillede indgange midt i bygningen, der har været delt i en beboelsesdel mod vest på omkring 12 m og en stalddel mod øst på omkring 14 m. Beboelsen har været opdelt i sektioner. Fra den østlige gavl udgår et hegn mod nord ca. 20 m, hvor det knækker mod vest. Hus B var ca. 25 m langt og 5,8 m bredt. Hus D var 29,5 m langt og 6,5 m bredt og med afrundede gavle. Også dette hus var inddelt i en vestlig beboelsesdel og en østlig stalddel, men beboelsen var her 15 m lang, stalddelen kun 11 m lang. Sydvest for bygningen lå et mindre udhus, ca. 10 m langt. Også fra denne hovedbygning har været et hegn mod nord omkransende et areal på 850–900 m². Endnu en hovedbygning, Hus M, har været mindst 34 m lang og 6,5 m bred med rette langvægge men uden bevarede gavle. Bygningen har været tredelt med en afdeling med to sæt tagbærende stolpepar mod øst, en formodet staldafdeling med tætte par af tagbærende stolper midt i huset og en beboelsesdel mod vest. Bygningerne er ikke samtidige: Hus A dateres til 3. århundrede, Hus D til 4.-5. århundrede og Hus M ligeledes til 4.-5. århundrede. Skindbjerg omfattede et langhus 25 m langt og 5,5 m bredt med afrundede gavle. Det har bestået af en 8 m lang østende og en 13 m lang sektionsopdelt vestende. I tilknytning til hovedhuset er fundet to småhuse.

#### Bellingegård
Bopladsen Bellingegård nord for Køge på Sjælland eksisterede fra 3. til 6. århundrede og kendes i tre faser. Landsbyen lå på en mindre bakke omgivet af sumpet terræn. Bebyggelsen bestod af 5-7 gårde, der alle lå i øst-vestlig retning. Hver gård har været indhegnet. Husene var i gennemsnit omkring 20 m lange. Der er ikke bevaret spor efter båseskillerum.

#### Andre landsbyer
Der kendes en række andre bopladser daterede til yngre romersk jernalder, således Mølleparken ved Løgumkloster, ved Hjemsted og Skonager i Sydvestjylland, ved Højris nær Grønbjerg i Vestjylland og ved Foulum ved Viborg, men ingen af disse har kunnet dateres nærmere end til 4.-5. århundrede.